# Road Kill (album de The Haunted)
Road Kill este al doi-lea album live al trupei de Thrash metal The Haunted. Melodiile live au fost inregistrate la Melkweg, Amsterdam pe 13 februarie 2009. Melodiile bonus in varianta de studio au fost inregistrate intre 1 - 14 Aprilie 2008, in timpul sesiunilor de inregistrare a albumului Versus.

## Melodi
- "Little Cage" - 3:05
- "The Drowning" - 4:15
- "Trespass" - 3:40
- "The Premonition" - 0:48
- "The Flood" - 3:42
- "The Medication" - 4:47
- "Moronic Colossus" - 3:45
- "D.O.A." - 4:19
- "All Against All" - 6:18
- "In Vein" - 3:54
- "Trenches" - 3:58
- "Dark Intensions" - 1:24
- "Bury Your Dead" - 3:17
- "Faultline" - 3:50
- "99" - 4:42
- "Hate Song" - 3:19

### Melodi bonus in varianta de studio
- "Sacrifice" - 4:44
- "Meat Wagon" - 3:05
- "Walk On Water" - 3:27
- "Seize The Day" - 2:11
- "Infernalis Mundi" - 0:44

## Personal
- Peter Dolving - Vocal
- Patrik Jensen - Chitara
- Anders Björler - Chitara
- Jonas Björler - Bas
- Per Möller Jensen - Tobe